# Kaple svatého Jana Nepomuckého (Bystré)
Kaple svatého Jana Nepomuckého je římskokatolická kaple v Bystrém. Kaple stojí vpravo nad silnicí z Bystrého do Janova. Je majetkem farnosti Bystré.

## Historie kaple
Kaple byla zřízena v roce 1893 z kamenného spodku průchozí zvonice, která stála před původním dřevěným kostelíkem sv. Bartoloměje, kolem kterého se rozprostíral hřbitov. Byla zrekonstruována díky místnímu faráři P. Barvířovi. Původní obec se jmenovala Zákraví a rozkládala se v místech této kaple.
Fara u původního kostelíka je zmiňována při soupisu far v letech 1344–1350. Dle dobrušské farní kroniky kostelík sešel a v roce 1710 zůstal jen kamenný spodek zvonice. V letech 1719–1720 byl vybudován nový zděný kostel svatého Bartoloměje v Bystrém.

## Bohoslužby
Bohoslužby se v kapli nekonají.